# Wojciech Bulok
Wojciech Bulok lub Bulak (ur. ??? zm. w 1709) – zbójnik grasujący na początku XVIII wieku na terenie Beskidu Małego.

## Życiorys
Wojciech Bulok pochodził ze Spytkowic. Swą kryjówkę miał w Skale Czarownic na stoku Groniczka nad Wilkowicami. Mieszkał tam z dwoma towarzyszkami-zielarkami. Bulok wyprawiał się przeciwko kupcom jadącym z Czech przez Bramę Wilkowicką, jego towarzyszki zaś, lecząc ludzi i zwierzęta, zdobywały informację o przyszłych ofiarach. Zuchwałość Buloka doprowadziła go do napaści na nieistniejący obecnie kościółek Św. Michała w Wilkowicach (obiekt wyburzony w 1900 roku). Po tej napaści młody chłopak z Wilkowic dostrzegł zbójnika w pobliżu skał i zaalarmował mieszkańców wsi. Bulok został ujęty podczas drzemki, rozbrojony i doprowadzony do Żywca na rozprawę. W dniu 7 października 1709 roku zbójnika poddano torturom: najpierw ucięto mu prawą rękę, następnie zdarto mu dwa pasy skóry i wpleciono w koło. Wojciech Bulok zmarł w męczarniach, nie wydawszy wspólniczek, które miały wykopać ukryte przy skałach skarby i uciec.